# Juazeiro (Bahia)
Pour les articles homonymes, voir Juazeiro.
Juazeiro est une ville brésilienne du nord de l'État de Bahia. Elle se situe par une latitude de 09° 24' 50" sud et par une longitude de 40° 30' 10" ouest, à une altitude de 368 mètres. Sa population était estimée à 214 718 habitants en 2013. La municipalité s'étend sur 6 390 km².

## Mairie
| Période | Période  | Identité                           | Étiquette                                        | Qualité |
| ------- | -------- | ---------------------------------- | ------------------------------------------------ | ------- |
| 2021    | En cours | Suzana Alexandre de Carvalho Ramos | Parti de la social-démocratie brésilienne (PSDB) |         |